# Csíkos baltahasúlazac
A csíkos baltahasúlazac (Carnegiella strigata) a csontos halak (Osteichthyes) főosztályának sugarasúszójú halak (Actinopterygii) osztályába, ezen belül  a pontylazacalakúak (Characiformes) rendjébe és a szekercelazacok (Gasteropelecidae) családjába tartozó faj.

## Előfordulása
Dél-Amerikában az Amazónia és Guyana folyóinak és patakjainak felső szintjének lakója.

## Megjelenése
Testhossza 5 centiméter. Színe általában zöldes árnyalatú, de ezüstös, sőt rózsaszínes színjátszó is lehet a megvilágítástól függően. A szemből a faroknyélig sötét sáv fut végig, töredezett vonal vezet a test alsó részén. Testén számos töredezett sötét sáv és márványminta látható. A mellúszó jól fejlett, a hasúszó hátul ülő, jelentéktelen. A farok mélyen villás.

## Életmódja
Mindenevő, de különösen az élő eleséget kedveli.

## Tartása
Ezt a felső szinteken tartózkodó lazacot csoportosan tartsuk tágas, fedett akváriumban. Nem szereti a túl világos medencét árnyékot igényel, melyet sűrű, vízfelszínig érő növényekkel biztosíthatunk.
A nemek megkülönböztetése nehéz, csak az ikrás nőstényeket lehet ívás előtt néhány nappal megismerni. Mivel békés rajhal, soha ne tartsuk egyedül. Alkalmas dél-amerikai medencébe, vitorláshalak és egyéb baltahasú lazacok társaságába. A 23-26 fokos, lágy és közepesen kemény víz épp ideális a számára. A leggyakrabban kapható baltahasú lazac-féle. Minimum 50 literes medencét igényel. Mivel nagy mellúszói vannak, képes kiugrani a vízből, sőt a vízfelszínen is siklik, ezért feltétlenül zárt fedelű akváriumban tartsuk.